# Restaurazione Tongzhi

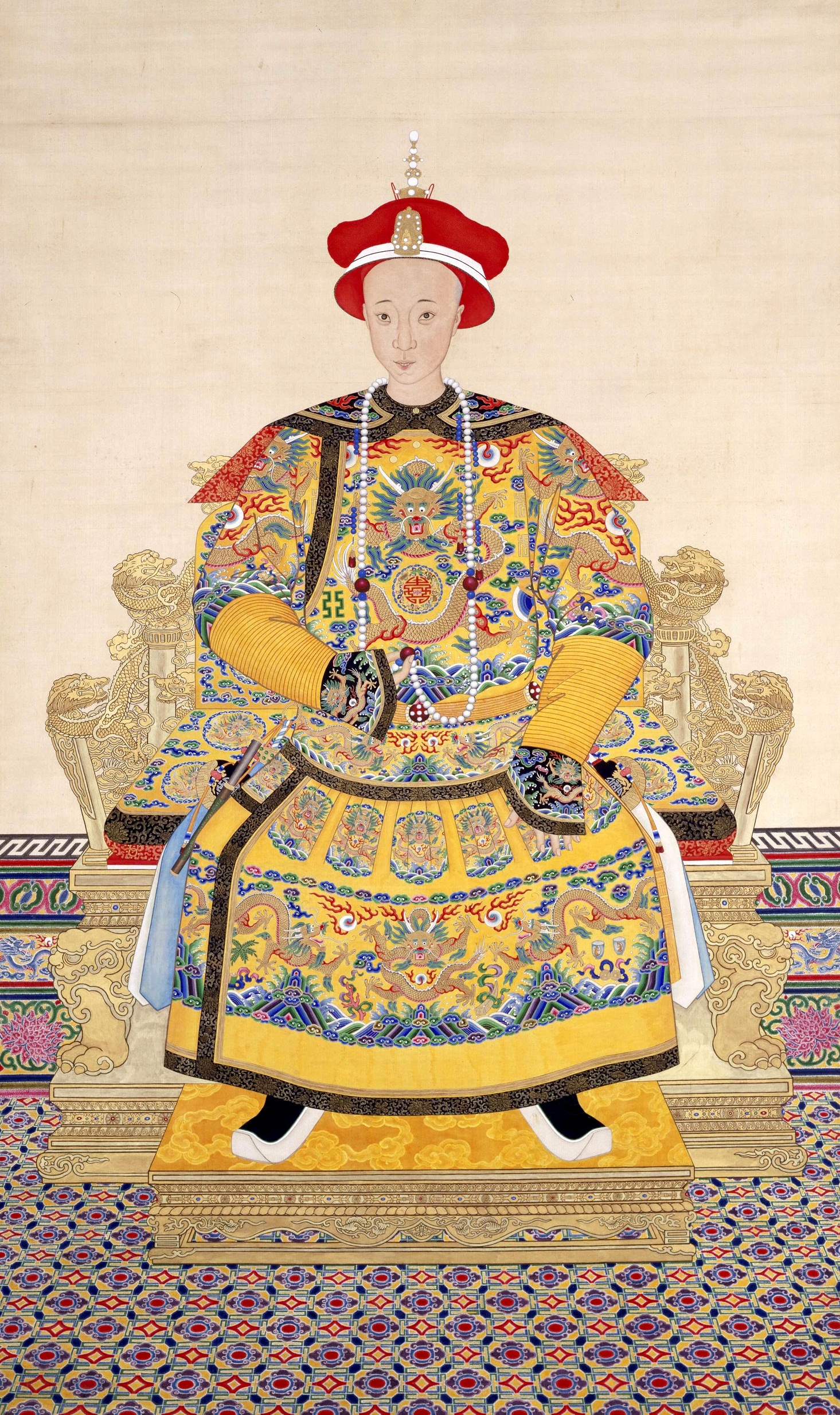
L'imperatore Qing Tongzhi (r. 1861–1875).

La restaurazione Tongzhi (同治中興T, 同治中兴S, Tóngzhì ZhōngxīngP, T'ung-chih Chung-hsingW; c. 1860–1874) fu un tentativo di arrestare il declino dinastico della dinastia Qing (1636–1911) della Cina restaurando l'ordine tradizionale. Le dure conseguenze della Guerra dell'oppio, i trattati ineguali e le insurrezioni di massa della rivolta dei Taiping a metà del secolo spinsero i cortigiani e i funzionari Qing a riconoscere il bisogno di rafforzare la Cina. 
Questo processo di ristabilimento del potere politico Qing prese il nome dall'imperatore Qing Tongzhi (r. 1861–1875) ma fu architettato dalla di lui madre, l'imperatrice vedova Cixi (r. 1861–1872, 1875–1889 e 1898–1908). La restaurazione, tuttavia, che promuoveva e applicava la JingshiP, lett. "Scuola di apprendimento pratico" pur riaffermando la vecchia mentalità, non era un autentico programma di modernizzazione.
Gli accademici sono divisi sul fatto se la restaurazione Tongzhi abbia effettivamente arrestato il declino dinastico o abbia semplicemente ritardato il suo inevitabile verificarsi.

## Il colpo di stato Xinyou

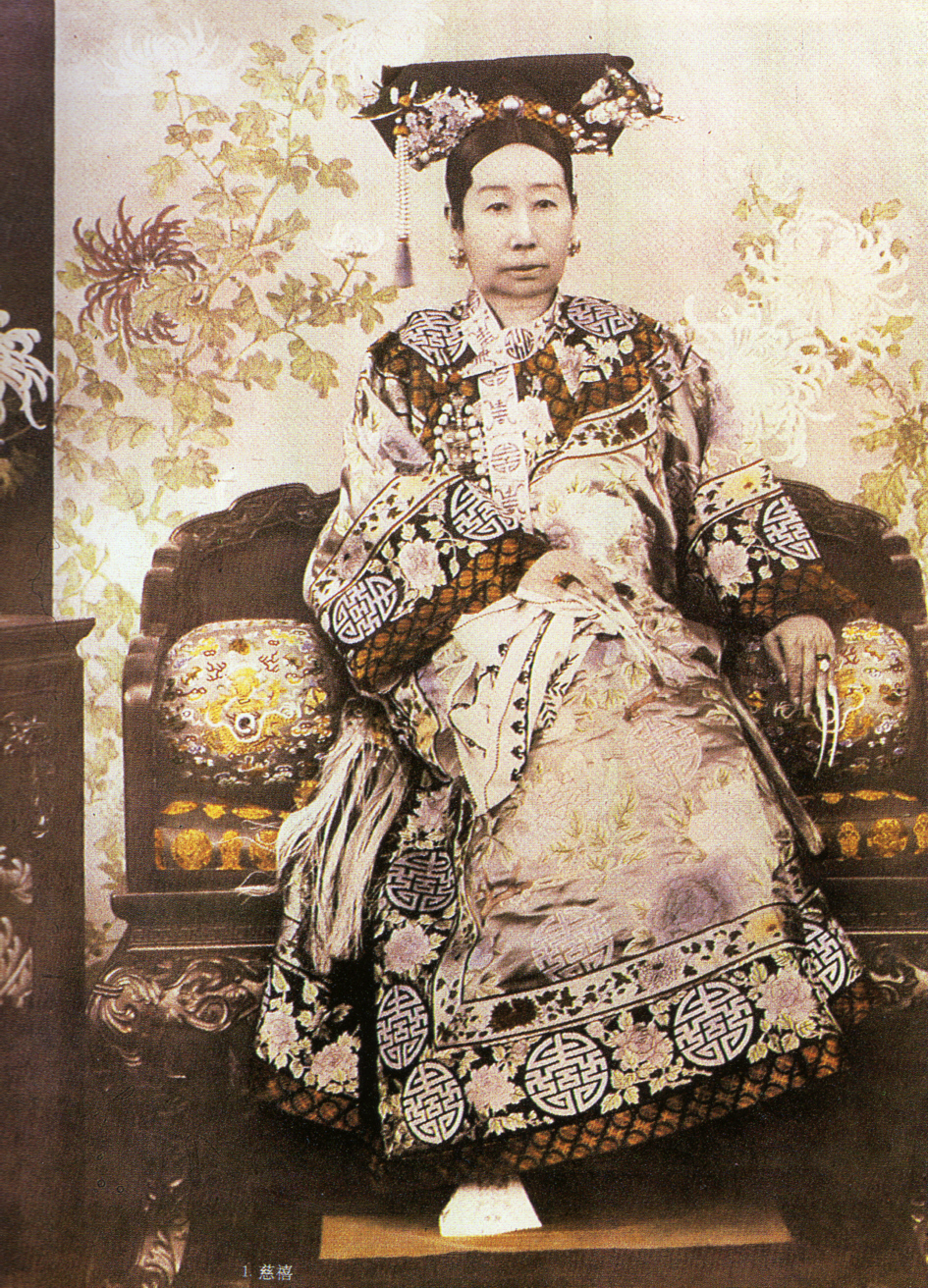
L'imperatrice vedova Cixi (r. 1861–1872, 1875–1889 e 1898–1908) - fotografia del 1890.
Anima ed eminenza grigia della Corte Qing per mezzo secolo, Cixi fu l'ideatrice del Colpo di stato Xinyou e il motore pulsante della Restaurazione Tonghzi.

L'avvio del regno dell'imperatore Qing Tongzhi (1861) fu segnato dal c.d. "Colpo di stato Xinyou" (zh. 辛酉政变T, Xīn yǒu zhèngbiànP). Unico figlio superstite dell'imperatore Qing Xianfeng (r. 1850–1861), il giovane Zaichun (nato 1856) doveva essere assistito, per volontà testamentaria del padre, da una reggenza di otto notabili guidati da Sushun del clan imperiale Aisin Gioro. La madre di Zaichun, l'imperatrice vedova Cixi (r. 1861–1872, 1875–1889 e 1898–1908), non intenzionata ad essere relegata nel gineceo come prevedeva la tradizione Qing, s'alleò allora con la suocera, l'imperatrice vedova Ci'an, e con i di lei figli, il principe Gong e il principe Chun, fratelli minori del suo defunto marito, contro Sushun e compagni.
Al termine del funerale di Xianfeng, Cixi riparò a Pechino con il figlio all'insaputa di Sushun e ivi, con il supporto di Gong e dell'esercito, fece arrestare i reggenti: Sushun fu decapitato e due suoi compagni spinti ad impiccarsi.

## Il Movimento di autorafforzamento
La restaurazione Tongzhi coincise con il c.d. "Movimento di auto-rafforzamento" (zh. 自強運動T, 自强运动S, zìqiáng yùndòngP), noto anche come Movimento di occidentalizzazione o Movimento per gli affari occidentali (zh. 洋務運動T, 洋务运动S, yángwù yùndòngP) ( c. 1861–1895), un periodo di riforme istituzionali radicali avviate nella tarda Cina Qing in seguito ai disastri militari delle Guerre dell'oppio e convenzionalmente diviso in tre fasi: 1861–1872, 1872–1885 e 1885–1895.

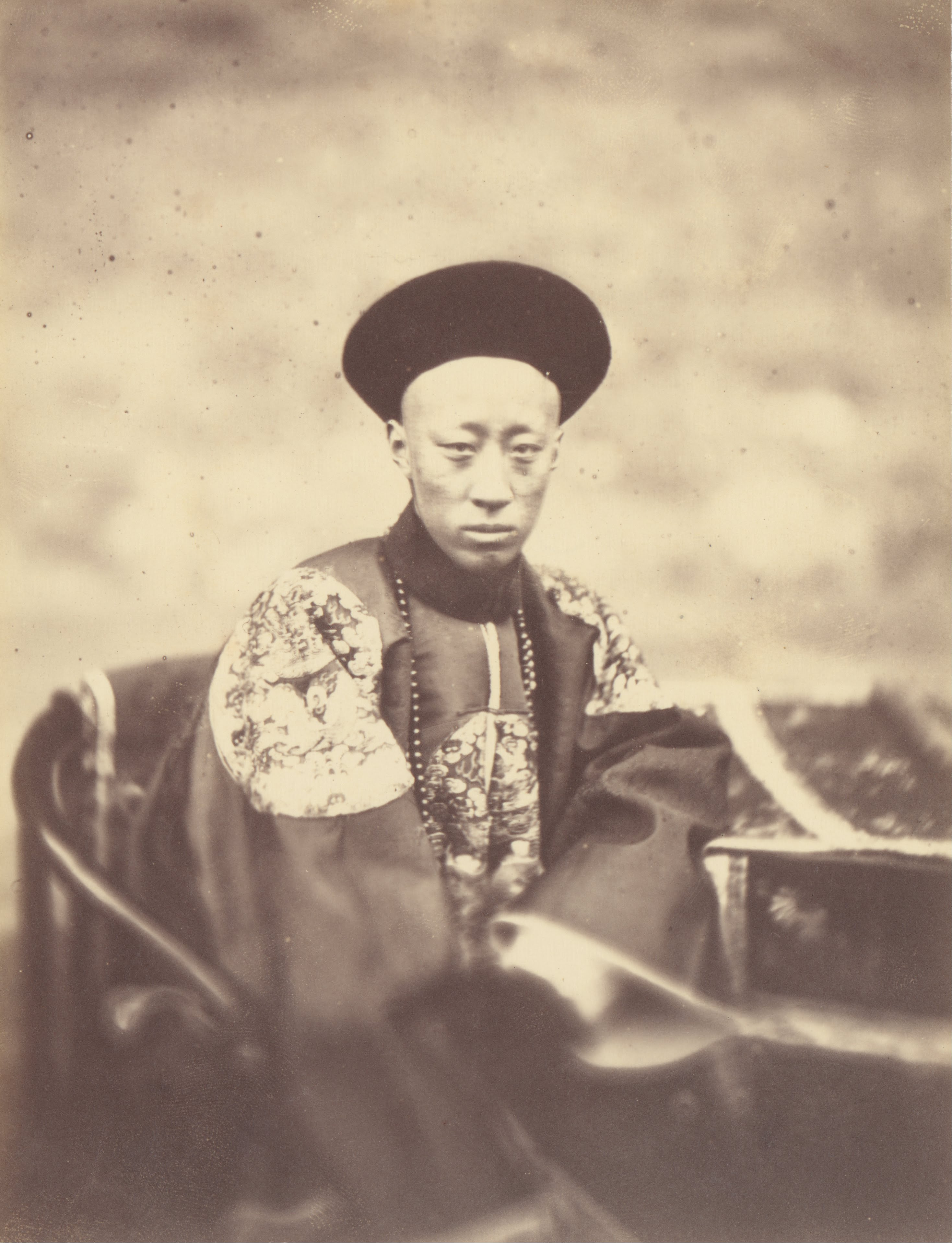
Il principe Gong - fotografia del 1860.
Figlio dell'imperatore Qing Daoguang (r. 1820–1850), reggente (1861–1865) per l'imperatore Qing Tongzhi (r. 1861–1875), promosse con Cixi la Restaurazione Tongzhi e lavorò alacremente all'ammodernamento della Cina Qing.

Inizialmente guidato dalla generazione di statisti-militari di etnia Han che avevano chiuso per conto dei Qing-manciù la rivolta dei Taiping (1850–1864), tra i tanti Zeng Guofan e Li Hongzhang, entrambi poi divenuti figure politica quasi autocratiche quali viceré di Zhili e viceré di Liangjiang, e supportato da alcuni elementi progressisti della Corte capeggiati dal Principe Gong il Movimento si concentrò anzitutto su: (i) adozione della tecnologia occidentale (anzitutto armi da fuoco, poi macchinari e conoscenze scientifiche); (ii) riorganizzazione dei rapporti con gli Occidentali tramite nuovi uffici preposti (fondamentalmente lo Zongli Yamen, zh. 總理衙門T, 总理衙门S, Zǒnglǐ YáménP, lett. "Tsung3-li3 Ya2-men2", fondato a Pechino da Gong nel 1861 e da lui presieduto con altri quattro ufficiali mancesi tra cui il diplomatico Wenxiang); e (iii) formazione di nuovo personale tecnico e diplomatico tramite apposite scuole, come la 同文館T, 同文馆S, Tongwen GuanP, lett. "Scuola dell'insegnamento combinato" fondata a Pechino nel 1862 per comune intesa di Gong e Wenxiang per formare i diplomatici Qing destinati ad interagire con gli occidentali nello Zongli Yamen e gli istituti similari fondati a Shanghai, Canton (1863) e Fuzhou (1866). Tutti questi istituti divennero poi veicolo di più pionieristici insegnamenti occidentali e già nel 1867 corsi di astronomia e matematica furono aggiunte al programma della Tongwen Guan.

I primi grandi risultati infrastrutturali del Movimento furono la rapida erigenda di moderni arsenali militari e cantieri navali per la flotta come l'arsenale di Shanghai fondato da Zeng Guofan, gli arsenali di Nanchino e Tianjin fondati da Li Hongzhang e il grande cantiere navale di Fuzhou fondato da Zuo Zongtang. Nel 1862, la Corte iniziò anche l'addestramento della Peking Field Force, un'unità di 30.000 soldati armati e addestrati in occidente selezionati tra gli uomini delle Otto Bandiere, la tradizionale (ormai inutile ed inefficiente) forza militare Qing. Le forze di etnia Han del Grande Stendardo Verde furono ridotte di numero ed armata alla occidentale ottenendo le LianzhunP, lett. "Truppe riqualificate". Alcune vecchie unità furono invece integrate nelle forze dei comandanti dell'esercito Huai che Zeng Guofan aveva creato per combattere i Taiping. Furono anche acquistate mitragliatrici Gatling, cannoni Krupp e fucili a retrocarica Remington.

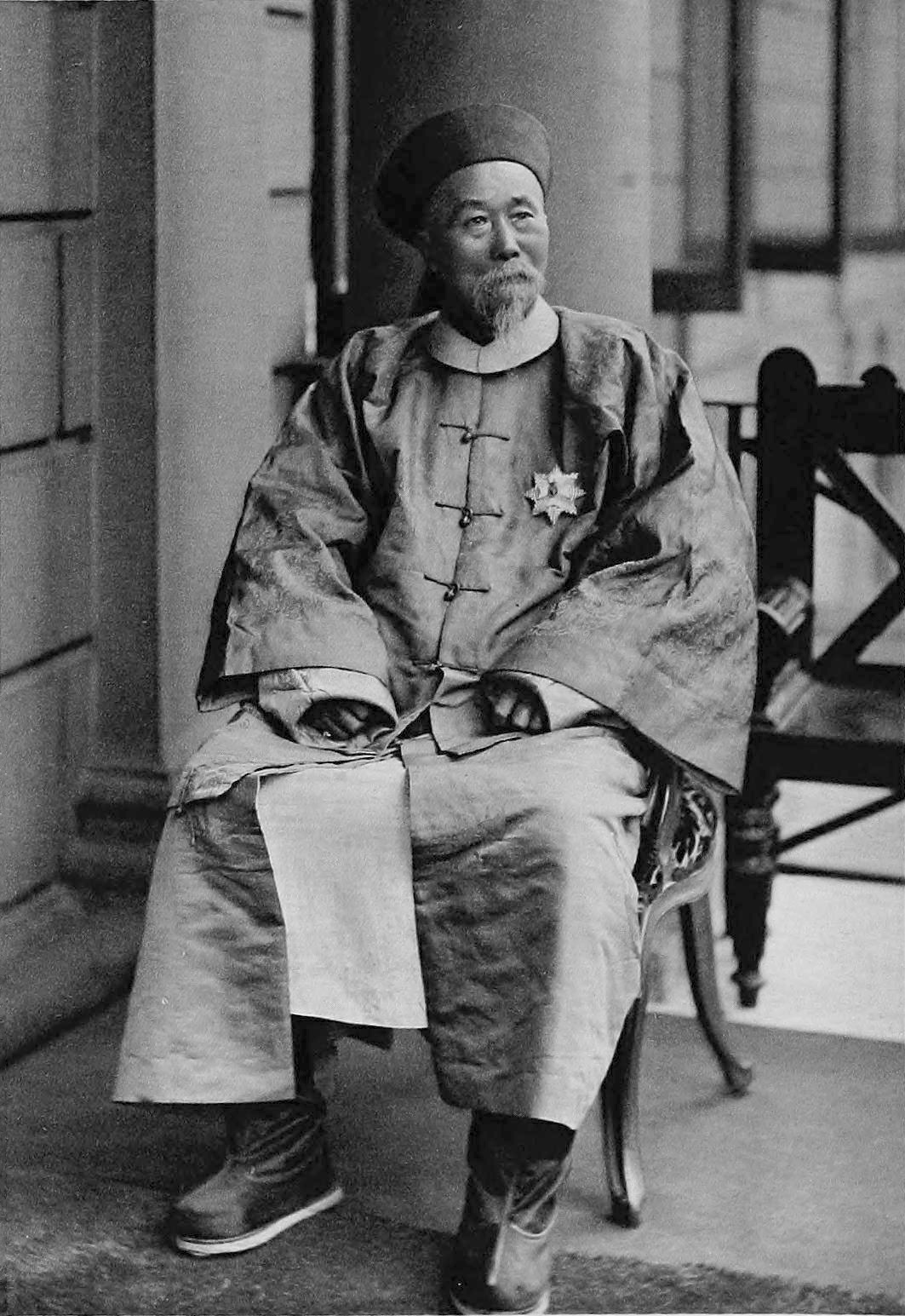
Li Hongzhang - fotografia del 1896.
Comandante dell'Esercito Huai e della Flotta del Pei-yang, Sovrintendente del commercio del Pei-yang, viceré di Zhili, figura trainante del Movimento di autorafforzamento e politicamente preminente nella Cina degli anni 1860-1890.

Nel 1870, numerosi stranieri furono uccisi durante le rivolte a Tianjin, incidente che inasprì le relazioni sino ad allora stabili dell'Impero Qing con gli Occidentali e chiuse la prima fase del Movimento di Autorafforzamento. Nel corso della seconda fase (1872–1885), Li Hongzhang assunse un ruolo egemone nel Movimento, svolgendo un ruolo cardine nell'avviarne e sostenerne molte delle più importanti iniziative tanto che alla sua egida si riconduce il 90% degli allora progetti di modernizzazione. Durante questa fase, un'attenzione crescente venne riservata all'economia dell'Impero (il commercio, l'industria e l'agricoltura) per creare ricchezza che lo rafforzasse. Fu un passo concettualmente molto significativo per i cinesi, legati ad un sistema economico prettamente agricolo, e per il loro governo, del tutto nuovo ad investimenti nelle industrie moderne quali il trasporto marittimo, le ferrovie, l’estrazione mineraria e la telegrafia.

Durante la Seconda fase del Movimento fu istituito un moderno sistema d'istruzione militare e fu promossa una nuova strategia di difesa nazionale. L'idea di modificare i protocolli d'addestramento della marina principiò nel 1872. L'allora Ministro della Marina e delle Flotte, Shen Baozhen, suggerì di avviare programmi di tirocinio per gli ufficiali. Causa la mancanza di fondi, la proposta non ebbe seguito immediato ma già l'anno dopo (1873) il governo se interessò, avendo i ministri ormai compreso l'importanza per l'impero di una marina moderna e la necessità di migliorare le competenze di navigazione. Nel 1875, un gruppo di cadetti del Fuzhou Navy Yard fu inviato in Francia e Inghilterra per approfondimenti. Supportato da Li Hongzhang e Zuo Zongtang, nel 1877 Shen scelse 30 tirocinanti e li inviò in Gran Bretagna e Francia per terminare il loro addestramento. Questo piano fu alla base della formazione della flotta del Pei-yang, destinata a divenire nel breve termine la più grande flotta dell’Asia orientale. Altri cadetti partirono per l'Estero nel 1882 e di nuovo nel 1886.
Nella terza fase del Movimento (1885–1895), s'intensificarono gli sforzi per coordinare la modernizzazione militare con la creazione di un Ufficio della Marina, unitamente ad interventi per ridurre l'interferenza governativa nei progetti industriali, nel tentativo di aumentarne la redditività, mentre al governa era lasciato il compito di promuovere l'industria leggera. In questo periodo, però, l’entusiasmo per le riforme era ormai rallentato poiché la fazione conservatrice della Corte aveva sopraffatto il partito delle riforme patrocinato dal principe Gong. Inoltre, a seguito della Guerra sino-francese (1884–1885), a Shanghai si verificò una crisi finanziaria che portò al collasso molte imprese oltre che i locali progetti industriali e non mancarono casi d'appropriazione indebita favoriti dall'assenza d'una revisione indipendente in tali attività. Infine, l'esito, disastroso per la Cina, della Prima guerra sino-giapponese (1894–1895) pose convenzionalmente fine al Movimento, seppur molto dei suoi attori, specie le leve più giovani, cresciute appunto negli istituti fondati negli anni 1860, seguitarono a portare avanti progetti, fondazioni, ecc. L'enfasi sulla costruzione di grandi strutture ed industrie seguitò: nel 1887 fu fondata la Mohe Gold Mining Company che iniziò le operazioni l'anno dopo (1888) ed entro il 1891 aveva lavorato 62.000 once d'oro con conseguente generazione di utili; nel 1891 fu fondata la Guizhou Ironworks. Grande seguito mantenne, anche presso la Corte, il primato dell'industria tessile quale vettore per l'arricchimento del paese ed il settore, soprattutto la tessitura del cotone, si sviluppò rapidamente: il cotonificio di Shanghai distribuiva dividendi del 25% già nel 1893; l'anno dopo (1894), veniva fondata la Hubei Textile Company.
La valutazione storica del Movimento di autorafforzamento è ormai fissa su posizioni dualistiche: (i) i critici come Michael Gasster (1972) e Kwang-Ching Liu che lo giudicano un programma di riforma inadeguato, destinato al fallimento a causa della sua ideologia conservatrice; e (ii) chi come Li Chien Nung, Samuel Chu e Benjamin Elman vede nelle lotte politiche in seno al governo Qing la causa del suo fallimento. Luke S.K. Kwong (1984) avanzò una terza interpretazione sostenendo che il Movimento non era destinato a essere una strategia difensiva contro ulteriori disfatte militari bensì una riforma adattiva che riuscì nel suo intento di diffondere le idee occidentali attraverso il commercio, la costituzione delle accademie e l'invio di studenti all'estero.

Il sinologo Immanuel C.Y. Hsu critica il Movimento come un superficiale tentativo di modernizzare aree limitate della società cinese. In netto contrasto con il programma di modernizzazione molto più approfondito condotto nello stesso periodo in Giappone, il c.d. "Rinnovamento Meiji" (1866–1869), in Cina non ci furono tentativi di studiare o assimilare le istituzioni, la filosofia o la cultura occidentale ma solo un’enfasi superficiale sulla tecnologia militare occidentale che non scampò comunque l'Impero celeste dal fallimento contro la Francia nel 1884–1885 e dal disastro contro il Giappone nel 1894–1895. In contrasto con l'idea che il Movimento fosse mera illusione, David Pong pose invece l'attenzione sulla corrente storiografica secondo cui fu un successo mancato. Wang Erh-min e altri storici sostengono che l'ideologia confuciana non era incompatibile con le idee occidentali ma in alcuni casi costituiva una base per la formulazione di nuove idee: alcuni studiosi erano ricettivi alla scienza, alla tecnologia e persino alle istituzioni politiche occidentali.

## Valutazione storiografica
La sinologa Mary C. Wright, autorità in materia di Restaurazione Tongzhi, suggerì che: «Non solo una dinastia ma anche una civiltà che sembrava essere crollata fu rianimata per durare altri sessant'anni dagli sforzi straordinari di uomini straordinari negli anni 1860.» D'altro canto, un altro eminente sinologo, John K. Fairbank scrisse: «Che i Qing siano riusciti a sopravvivere sia agli attacchi nazionali sia internazionali è dovuto in gran parte ai cambiamenti di politica e di guida noti come la restaurazione Qing.»

### Esplicative
1. ↑  Liu e Smith 1980, pp. 244-245.
«Subito dopo essere arrivato a Zhili nel 1870, Li iniziò a integrare le forze militari di Zhili addestrate dall'Occidente nella sua organizzazione militare, sperando di utilizzare queste risorse locali in modo più efficace. Iniziò con le circa 6.000 truppe lien-chün dello Stendardo Verde della provincia, tentando di fornire loro lo stesso tipo di addestramento e istruzione a disposizione dei suoi stessi uomini. Si è inoltre assicurato la nomina dei comandanti dell'esercito di Anhwei come alti ufficiali del sistema Green Standard della provincia, in ogni caso con l'approvazione di Pechino. Le armi straniere e il corpo di artiglieria di Ch'ung-hou, che Li ereditò, furono riqualificati. Li fortificò Taku e costruì una città strategica fortificata di fronte al fiume, a dieci miglia dall'estuario. Ha anche ampliato l'Arsenale di Tientsin, essendo stati stanziati fondi per lo scopo dalla dogana marittima di Tientsin.»

### Bibliografiche
1. ↑  Pong 2003, p. 14.
2. ↑  (EN) Ying-shih Yü, Chinese History and Culture: Seventeenth Century Through Twentieth Century, New York, Columbia University Press, 2016,  p. 164, ISBN 9780231178587.
3. 1 2  (EN) Fang Chao-ying, Hsiao-ch'in Hsien Huang-hou, in Hummel 1943, pp. 295-300.
4. ↑  (EN) Chao-ying Fang, Tsai-ch'un, in Hummel 1943, pp. 729-731.
5. ↑  (EN) Chao-ying Fang, Su-shun, in Hummel 1943, pp. 666-669.
6. 1 2  (EN) Chao-ying Fang, I-hsin, in Hummel 1943, pp. 380-384.
7. ↑  (EN) Asian Profile, Asian Research Service, 2003.
8. ↑  (EN) Carlos Yu-Kai Lin e Victor H. Mair, Remembering May Fourth: The Movement and its Centennial Legacy, BRILL, 2 marzo 2020,  pp. 4 e s., ISBN 978-90-04-42488-3.
9. ↑  Liu e Chu 1994, p. 23.
10. ↑  (EN) Zhu Weizheng, Rereading Modern Chinese History, BRILL, 23 aprile 2015,  p. 305 e s, ISBN 978-90-04-29331-1.
11. ↑  (EN) Emily Hahn, China Only Yesterday: 1850–1950: A Century of Change, Open Road Media, 2015,  pp. 191 e s, ISBN 978-1-5040-1628-5..
12. 1 2  (EN) Ping Hao, Peking University and the Origins of Higher Education in China, traduzione di Yuping Shen, Peking University Press, 2012, ISBN 9787301201954.
13. ↑  Hao e Wang 1980, p. 162.
14. 1 2  (EN) Orazio Coco, China's Early Industrialization in the Age of the European Colonial Powers: A Controversial Beginning, in The Chinese Historical Review, vol. 28, n. 2, 2021,  pp. 113-137, DOI:10.1080/1547402X.2021.1990528.
15. ↑  Liu e Smith 1980, pp. 204-209.
16. ↑  (EN) William J. Hail, Li Hung-chang, in Hummel 1943, pp. 464-471.
17. ↑  Bastid-Bruguiere 1980, pp. 541-542.
18. ↑  Liu e Smith 1980, p. 249.
19. ↑  Feuerwerker 1958, p. 318.
20. ↑  Chan 1980, p. 424.
21. ↑  Feuerwerker 1958, p. 256.
22. ↑  Feuerwerker 1958, p. 17.
23. ↑  Qu 2016.
24. ↑  Hsu 1995, pp. 287-293.
25. ↑  (EN) Edwin Pak-wah Leung, Essentials of Modern Chinese History: 1800 to the present, 2006,  pp. 28-29.
26. ↑  (EN) John King Fairbank, The United States and China, 4. ed., Harvard University Press, 1976,  pp. 196-205.
27. ↑  Pong 2003, pp. 2-3 e 10.
28. ↑  Wright 1962.
29. ↑  (EN) John King Fairbank e Merle Goldman, China: A New History, 2. ed., Harvard University Press, 2006,  p. 212, ISBN 9780674018280.